# Panao
A cidade peruana de Panao é a capital da Província de Pachitea, situada no Departamento de Huánuco, pertencente a Região de Huánuco, Peru.